# Thiếc(II) fluoride
Thiếc(II) fluoride, thường được gọi với cái tên anh ngữ là stannous fluoride là một hợp chất hóa học có thành phần chính gồm hai nguyên tố là thiếc và flo, với công thức hóa học được quy định là SnF2. Hợp chất này tồn tại dưới dạng thức là một chất rắn không màu được sử dụng như là một thành phần của kem đánh răng. Các loại kem đánh răng có thành phần chứa hợp chất này thông thường có giá đắt hơn các loại kem có thành phần là hợp chất natri fluoride.

## Sản xuất
SnF2 có thể được điều chế bằng cách cho bốc hơi dung dịch SnO trong 40% HF.

## An toàn
SnF2 có thể gây đỏ mắt và kích ứng nếu hít phải hoặc tiếp xúc với mắt. Ở cấp tính (trên 2 mg/m³), nếu nuốt phải hợp chất này có thể làm cho nạn nhân đau bụng và sốc. Các phản ứng dị ứng hiếm hoi nhưng nghiêm trọng là có thể xảy ra (các triệu chứng bao gồm ngứa, sưng và khó thở). Khi được sử dụng trong các sản phẩm nha khoa, sự đổi màu răng nhẹ cũng có thể xảy ra, điều này có thể được loại bỏ bằng cách đánh răng.